# Супотин
Супотин (укр. Супотин) — озеро (старица), расположенное на территории Нежинского района (Черниговская область). Площадь — 0,5 км². Тип общей минерализации — пресное. Происхождение — речное (пойменное). Группа гидрологического режима — сточное.

## География
Длина — 3. Ширина средняя — 0,15 км. Глубина наибольшая — м. Озеро используется для отдыха, рыболовства, охоты, частично с/х нужд. Озеро образовалось вследствие русловых процессов (изменения меандрированного русла) реки Десна — образовалась группа озёра Старая Десна, Черныш, Супотин и Большой Супотин. В Супотин впадает река Берёза.
Расположено на левом берегу Десны — непосредственно севернее села Воловица. Озерная котловина имеет вытянутую сложную форму. Берега извилистые, есть заливы, возвышенные; западный и северный берега укрыты луговой растительностью, восточный и южный — поросшие ольхой и ивой.
Водоём у берега зарастает прибрежной растительностью (тростник обыкновенный). 
Питание смешанное. Во время весеннего половодья озёра группы озёр левого берега Десны (Старая Десна, Черныш, Супотин и Большой Супотин) сообщаются между собой и рекой Десной. Дно илистое. Прозрачность воды — 1,3 м. Температура воды летом +17, +18° на глубине 0,5 м от поверхности и +13, +13,5° на глубине  0,5 м от дна.

## Природа
Водятся карась, плотва, окунь. Прибрежная зона служит местом гнездования камышовки, крачек.